# 魚沼盆地

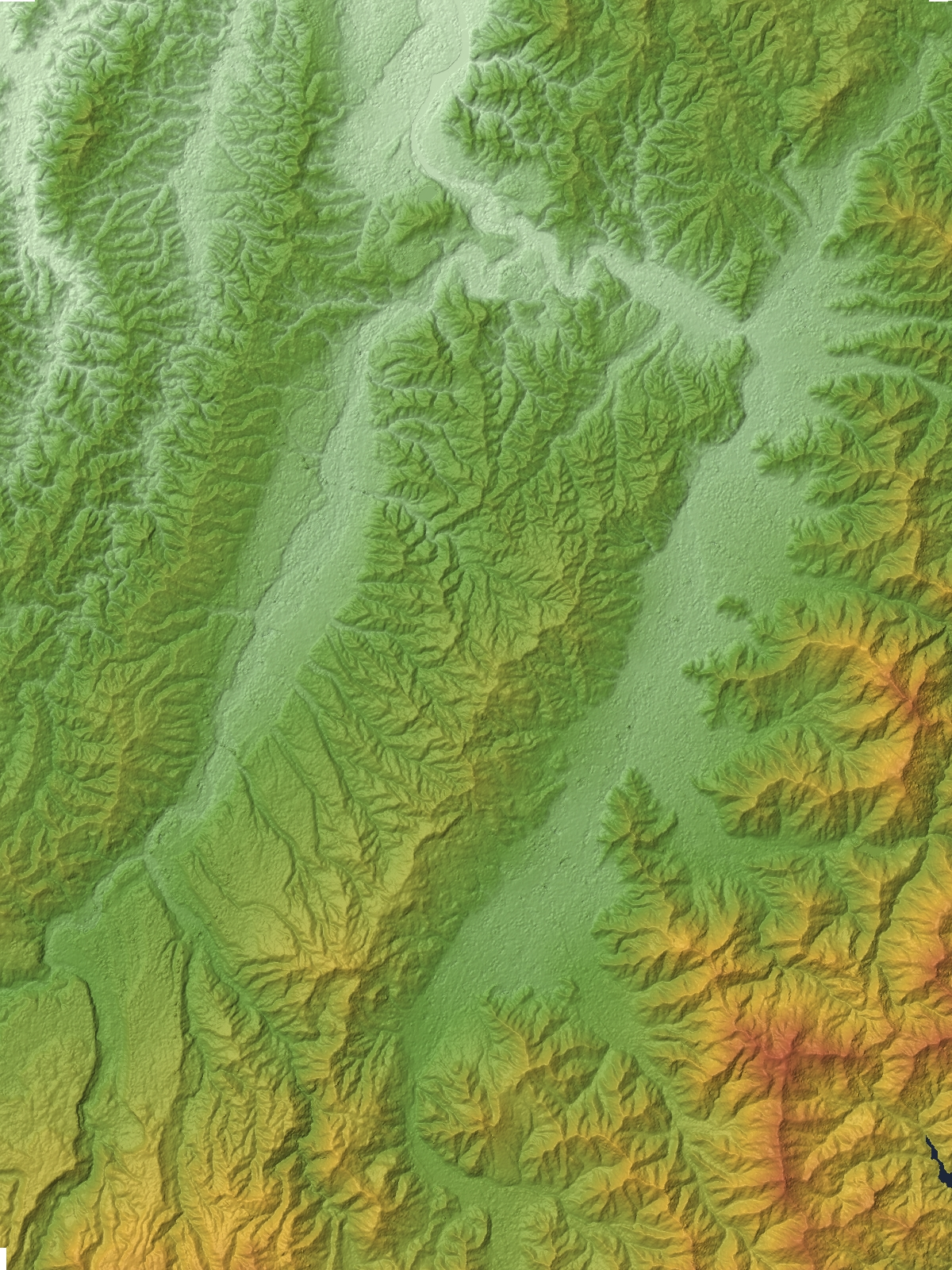
左から十日町盆地・魚沼丘陵・魚沼盆地

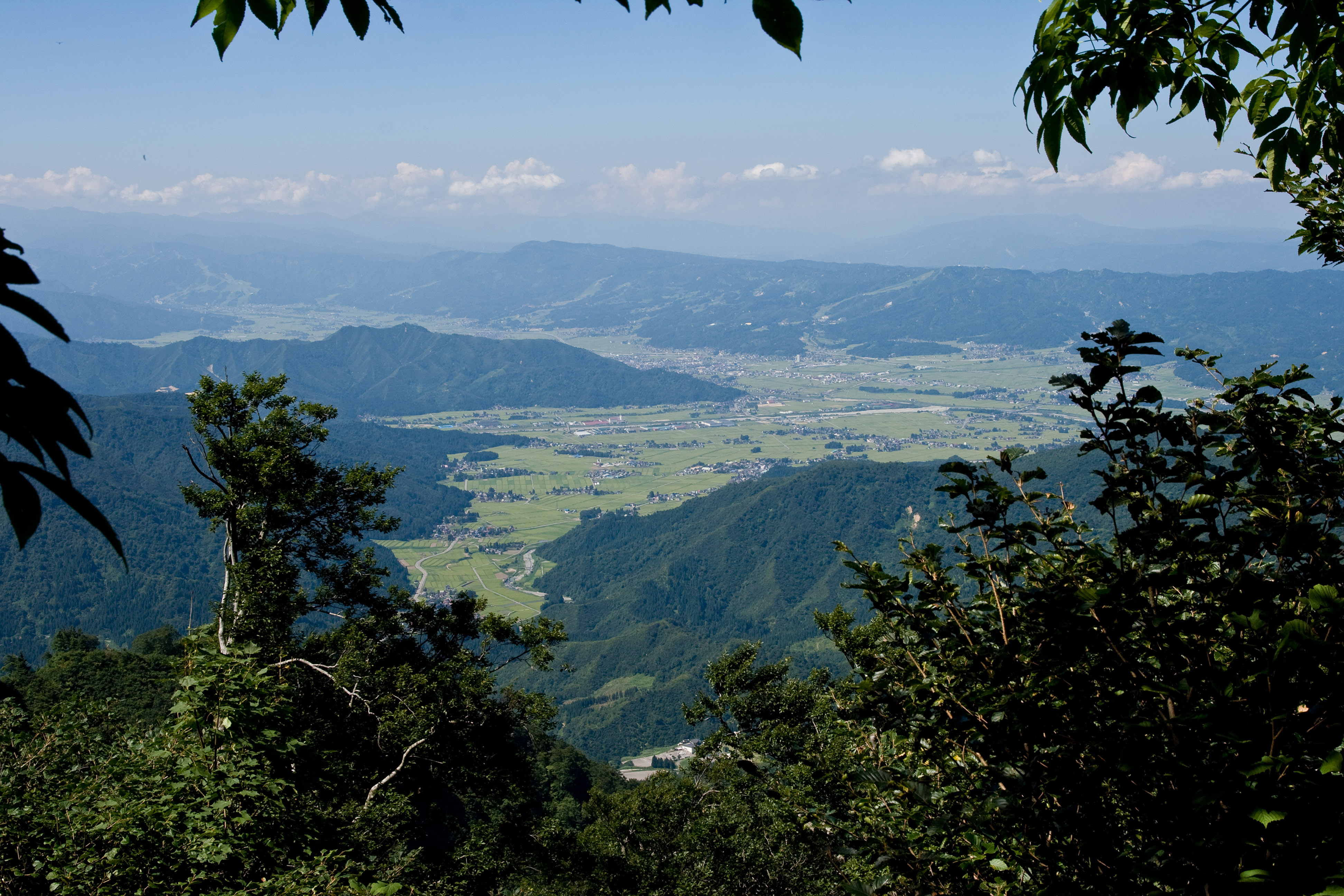
八海山より見た魚沼盆地

魚沼盆地（うおぬまぼんち、Uonuma basin）は、新潟県中越地方南部の魚野川中流域両岸にある、魚沼丘陵と越後山脈・三国山脈に挟まれた盆地。六日町盆地（むいかまちぼんち）とも呼ばれる。行政区分では南魚沼市（旧六日町）や魚沼市（旧小出町）や南魚沼郡湯沢町などが含まれる。

## 地理
西側の魚沼丘陵と東側/南側の越後山脈・三国山脈に囲まれた、南南西から北北東に伸びる細長い堆積盆地で、長さは約40キロメートル、最大幅は約5キロメートル。新発田小出構造線に沿う谷で、盆地の中央部を魚野川が南から北に向かって流れ、盆地内は氾濫原堆積物および、登川・三国川・水無川などの大小の支流が形成する扇状地（登川原・城内原・八色原）由来の扇状地性堆積物によって覆われている。地下数10メートルまで砂礫層の地層となっており、地下水の汲み上げによって地盤沈下が問題となる。十日町盆地（妻有盆地）に比べると段丘の発達はあまり見られない。
魚沼丘陵には塩沢トンネルを始めとする上越新幹線のトンネルが複数あり、約52キロメートルの六日町断層帯が分布するほか、地すべり多発地帯としても知られる。活褶曲地帯である六日町断層帯においては、1898年（明治31年）5月26日および1904年（明治37年）5月8日に発生した通称「六日町地震」と、2001年（平成13年）1月4日発生の通称「中越地方の地震」が記録されている。
日本有数の豪雪地帯で、冬の積雪は2～3メートル、多い年では3メートルを超える。
かつては、大倉鉱山、南越鉱山、および湯沢鉱山があったが、採掘量の減少に伴い、いずれも休鉱または廃鉱となった。

## 農業
昼夜の温度差があり、国内有数の評価をされる魚沼コシヒカリの産地となっている。土壌と盆地の地理的条件から果実は糖度が高くなり、八色西瓜というブランドスイカも生産されている。
1947年（昭和22年）から1961年（昭和36年）まで実施された「国営六日町干拓建設事業」によって、西部の開田が行われた。1965年（昭和40年）から1980年（昭和55年）度にかけては「国営魚野川東部開拓建設事業」が六日町工区および大和工区において実施され、東部が開田された。

## 周辺
- 大沢山温泉・六日町温泉
- 魚沼スカイライン - 1979年（昭和54年）オープン
- 三国川ダム - 1992年（平成4年）竣工

## 交通
- 上越新幹線・浦佐駅
- 上越線・石打駅・大沢駅・上越国際スキー場前駅・塩沢駅・六日町駅・五日町駅・八色駅
- 北越急行ほくほく線・魚沼丘陵駅・赤倉トンネル
- 関越自動車道・塩沢石打IC/SA・塩沢石打SA・六日町IC・大和PA・大和スマートIC
- 国道17号・国道291号・国道252号・国道253号・国道353号
- 上越魚沼地域振興快速道路（上沼道）